# 西貢鄧肇堅運動場
西貢鄧肇堅運動場（英語：Sai Kung Tang Shiu Kin Sports Ground），是香港一個田徑運動場，位於新界西貢市福民路，為西貢區內大型運動場，佔地24,000平方米，由康樂及文化事務署管理。
該運動場曾是將軍澳（同屬西貢區）學校舉辦陸運會的主要場地，不過於2009年12月之後，當新建的將軍澳運動場完成東亞運動會比賽後，大部分將軍澳區學校會改為在將軍澳運動場舉辦陸運會。

## 歷史
西貢鄧肇堅運動場由西貢區鄉事委員會及西貢區體育會發起籌建，獲得時任新界政務司的鍾逸傑協助，邀請香港慈善家鄧肇堅爵士捐資300萬港元，合共600萬元興建，位處一幅填海土地，於1983年3月落成啟用，運動場遂以鄧肇堅命名，於5月27日由港督尤德爵士主持正式揭幕。
2001年，西貢鄧肇堅運動場曾進行過大規模重修。

## 結構
運動場的看台上蓋呈波浪形，最多可容納約3,000名觀眾，設有11人真草足球場。運動場鄰近西貢巴士總站。另外，該運動場曾經是西貢區足球會的主場球場，惟由2010年開始，已改為以新建的將軍澳運動場作主場。
設施
- 有蓋看台
- 1條標準8線田徑跑道（400米）；
- 1個天然草地球場（設有泛光燈）

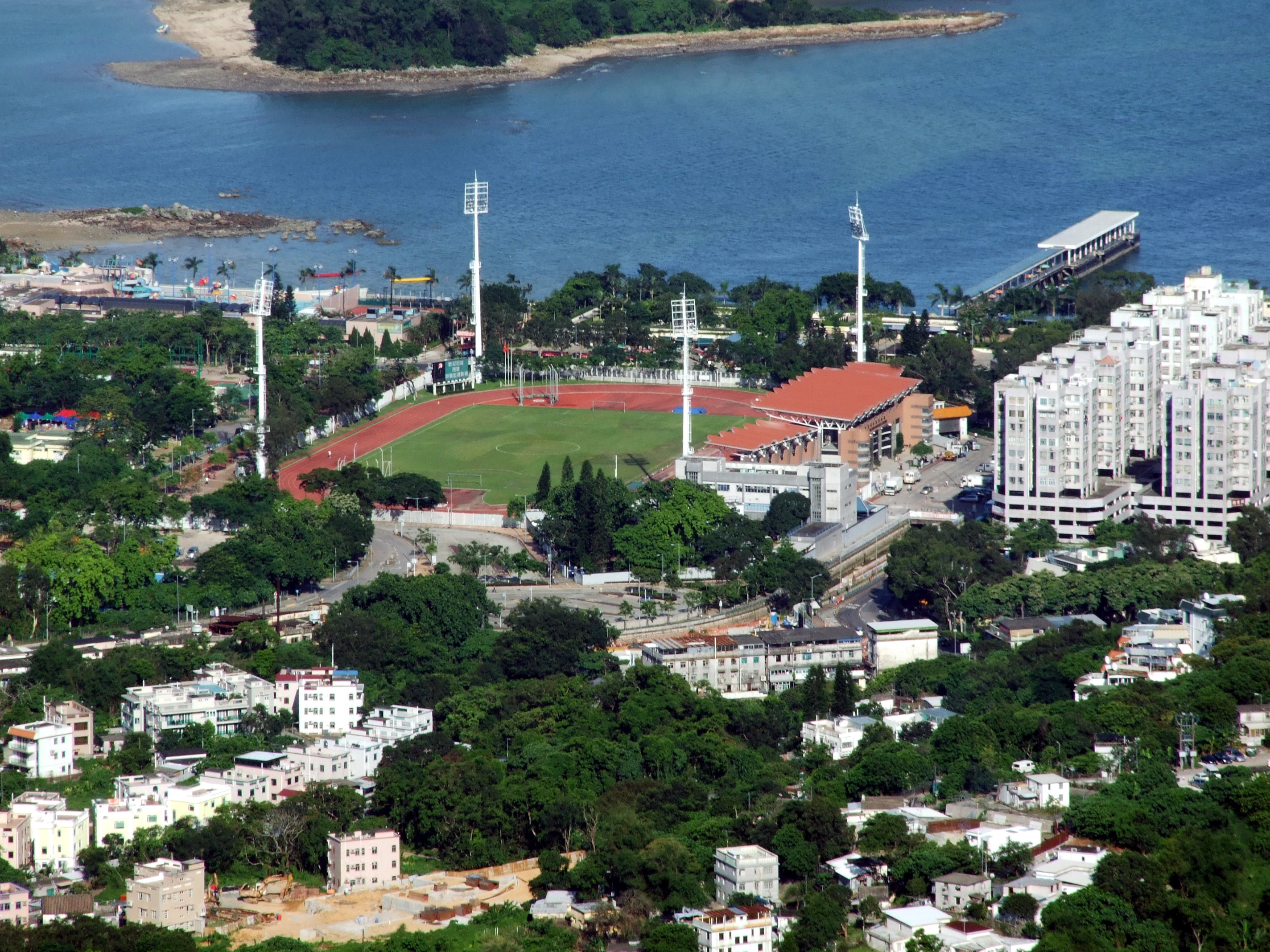
鳥瞰西貢鄧肇堅運動場
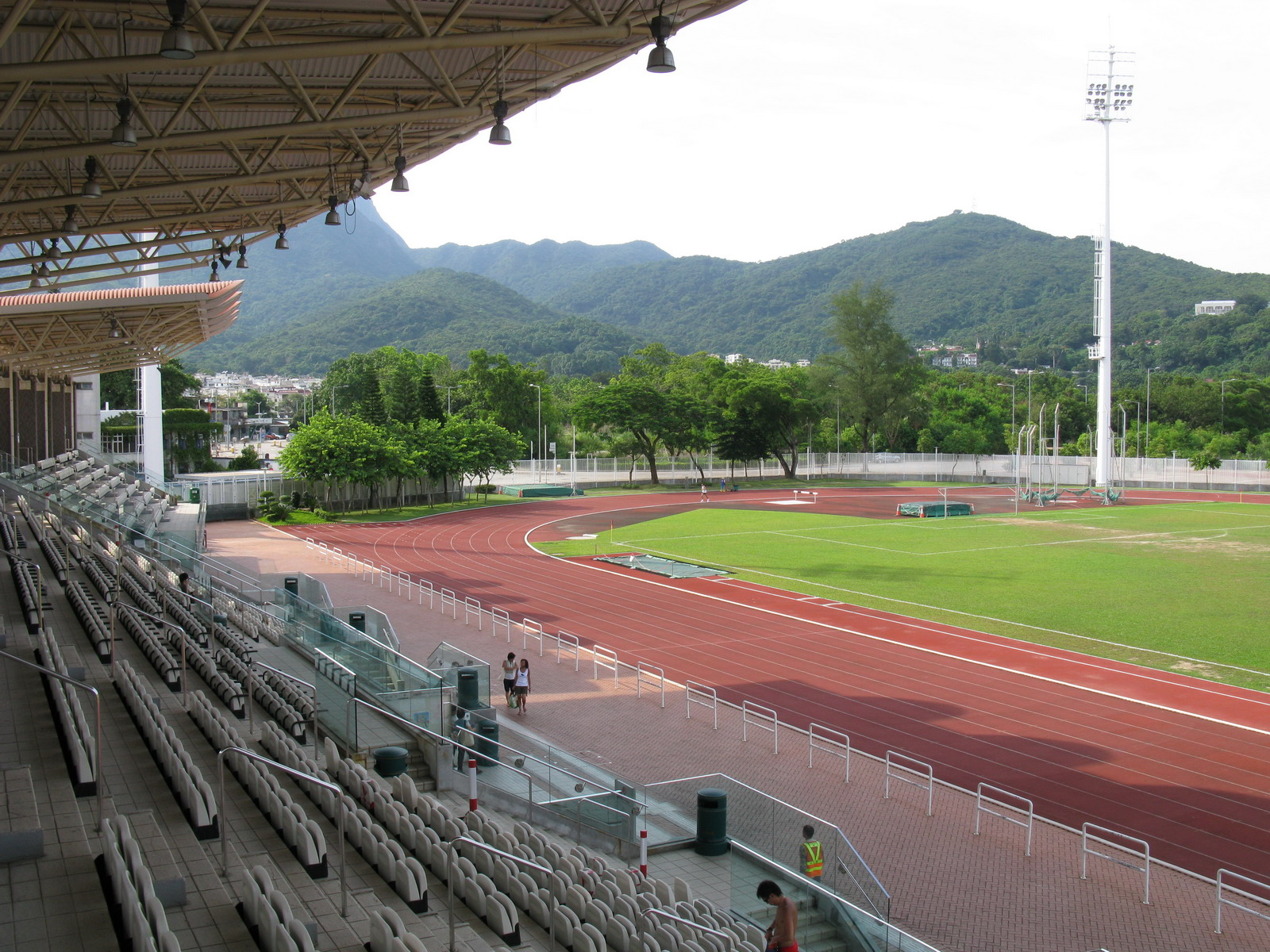
西貢鄧肇堅運動場有蓋看台
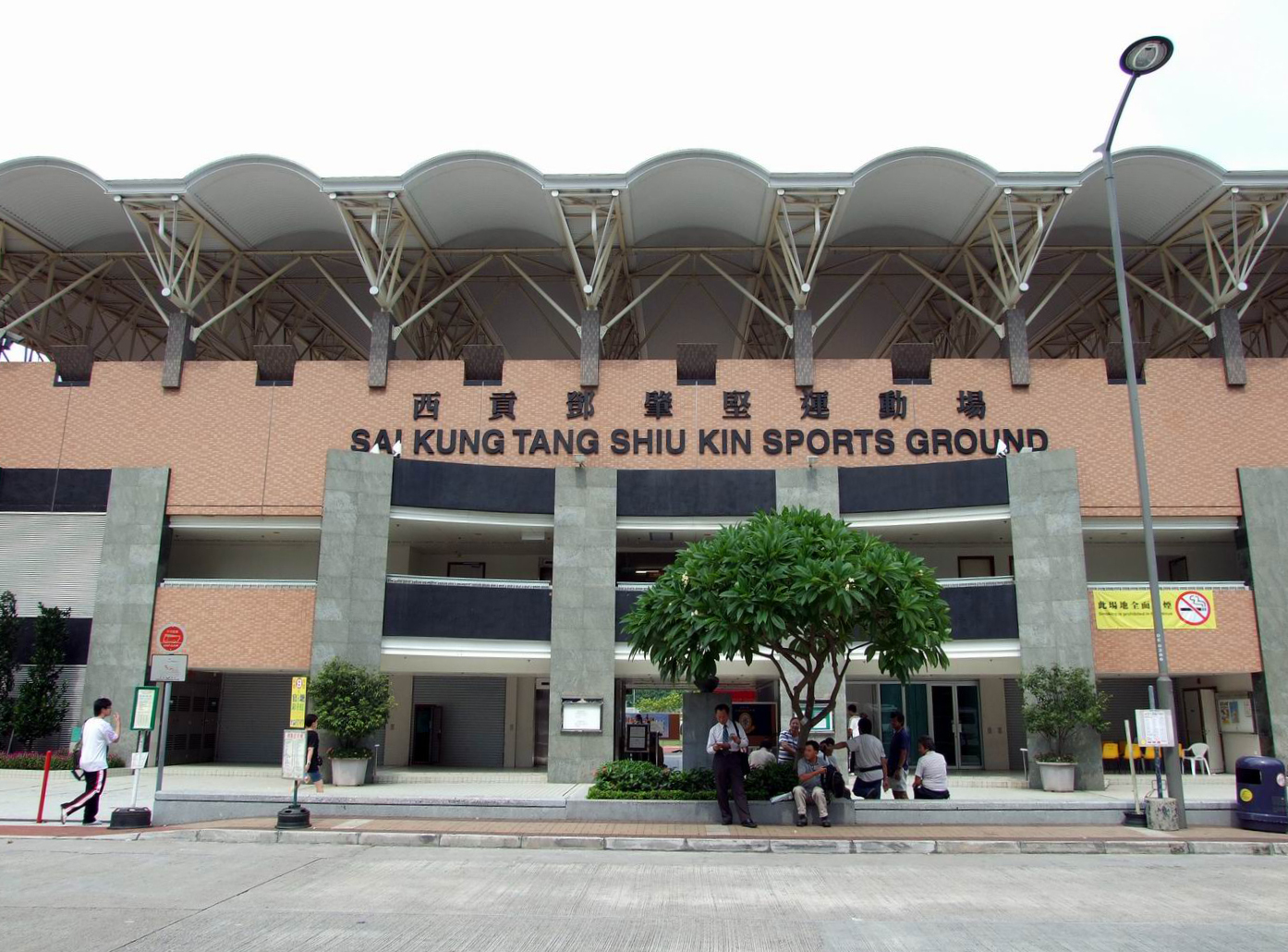
西貢鄧肇堅運動場入口

## 開放時間
- 緩步跑時間：06:30-22:30
- 每星期保養日：逢星期三

## 外部連結
- 康文署：西貢鄧肇堅運動場
- 影視處：西貢鄧肇堅運動場[永久]